# Краупп, Себастьян
Себастья́н Кра́упп (швед. Sebastian Kraupp; 20 мая 1985, Стокгольм) — шведский кёрлингист, игрок национальной сборной Швеции. Чемпион Европы 2009 года, бронзовый призёр чемпионатов мира 2011 и 2012 годов, чемпион и бронзовый призёр Универсиад. На зимних Олимпийских играх 2010 в Ванкувере был третьим игроком команды Швеции на мужской турнире, где было завоёвано четвёртое место.
В качестве тренера смешанной парной сборной Швеции участник зимних Олимпийских игр 2022 (команда Швеции стала бронзовыми призёрами).

## Достижения
- Зимние Олимпийские игры: бронза (2014).
- Чемпионат мира по кёрлингу среди мужчин: золото (2013), бронза (2011, 2012).
- Чемпионат Европы по кёрлингу: золото (2009, 2012), серебро (2011).
- Чемпионат Швеции по кёрлингу среди мужчин: (2009, 2010), серебро (2005, 2020), бронза (2016).
- Чемпионат Европы по кёрлингу среди смешанных команд: серебро (2005).
- Чемпионат Швеции по кёрлингу среди смешанных команд: золото (2005).
- Чемпионат Швеции по кёрлингу среди смешанных пар: серебро (2008).
- Чемпионат мира по кёрлингу среди юниоров: серебро (2005).
- Зимние Универсиады: золото (2009).
- Чемпионат Швеции по кёрлингу среди юниоров: золото (2005), серебро (2004).

## Команды
| Сезон                                               | Четвёртый          | Третий             | Второй             | Первый             | Запасной                                            | Турниры                                 |
| --------------------------------------------------- | ------------------ | ------------------ | ------------------ | ------------------ | --------------------------------------------------- | --------------------------------------- |
| 2003—04                                             | Нильс Карлсен      | Себастьян Краупп   | Маркус Хассельборг | Манне Алльберг     |                                                     | ЧШЮ 2004                                |
| 2004—05                                             | Нильс Карлсен      | Себастьян Краупп   | Маркус Хассельборг | Манне Алльберг     | Никлас Эдин (ЧМЮ) тренер (ЧМЮ): Микаэль Хассельборг | ЧШЮ 2005 · ЧМЮ 2005 · ЧШМ 2005          |
| 2005—06                                             | Андерс Эрикссон    | Себастьян Краупп   | Виктор Челль       | Оскар Эрикссон     |                                                     |                                         |
| 2006—07                                             | Себастьян Краупп   | Фредрик Линдберг   | Маркус Эрикссон    | Torbjörn Liljemark |                                                     |                                         |
| 2006—07                                             | Себастьян Краупп   | Даниэль Тенн       | Фредрик Линдберг   | Виктор Челль       |                                                     | ЗУ 2007                                 |
| 2007—08                                             | Себастьян Краупп   | Anders Hammarström | Фредрик Линдберг   | Маркус Эрикссон    |                                                     | ЧШМ 2008 (4 место)                      |
| 2008—09                                             | Никлас Эдин        | Себастьян Краупп   | Фредрик Линдберг   | Виктор Челль       | тренер: Сёрен Гран                                  | ЗУ 2009                                 |
| 2009—10                                             | Никлас Эдин        | Себастьян Краупп   | Фредрик Линдберг   | Виктор Челль       | Оскар Эрикссон тренер: Сёрен Гран                   | ЧЕ 2009 · ЗОИ 2010 (4 место)            |
| 2010—11                                             | Никлас Эдин        | Себастьян Краупп   | Фредрик Линдберг   | Виктор Челль       | Оскар Эрикссон тренер: Сёрен Гран                   | ЧЕ 2010 (6 место) · ККК 2011 · ЧМ 2011  |
| 2011—12                                             | Никлас Эдин        | Себастьян Краупп   | Фредрик Линдберг   | Виктор Челль       | Оскар Эрикссон тренер: Маркус Хассельборг           | ЧЕ 2011 · ККК 2012 · ЧМ 2012            |
| 2012—13                                             | Никлас Эдин        | Себастьян Краупп   | Фредрик Линдберг   | Виктор Челль       | Оскар Эрикссон тренер: Ева Лунд                     | ЧЕ 2012 · ККК 2013 · ЧМ 2013            |
| 2013—14                                             | Никлас Эдин        | Себастьян Краупп   | Фредрик Линдберг   | Виктор Челль       | Оскар Эрикссон тренер: Ева Лунд                     | ЧЕ 2013 (5 место) · ККК 2014 · ЗОИ 2014 |
| 2015—16                                             | Маркус Хассельборг | Себастьян Краупп   | Vincent Stenberg   | Педер Фольке       | Антон Сандстрём                                     | ЧШМ 2016                                |
| Кёрлинг среди смешанных команд (mixed curling)      |                    |                    |                    |                    |                                                     |                                         |
| 2004—05                                             | Себастьян Краупп   | Anna Viktorsson    | Никлас Эдин        | Стина Викторссон   |                                                     | ЧШСК 2005                               |
| 2005—06                                             | Никлас Эдин        | Стина Викторссон   | Себастьян Краупп   | Anna Viktorsson    |                                                     | ЧЕСК 2005                               |
| Кёрлинг среди смешанных пар (mixed doubles curling) |                    |                    |                    |                    |                                                     |                                         |
| 2007—08                                             | Сара Карлссон      | Себастьян Краупп   |                    |                    |                                                     | ЧШСП 2008                               |

(скипы выделены полужирным шрифтом)

## Результаты как тренера национальных сборных
| Год  | Турнир                                                   | Сборная                 | Место |
| ---- | -------------------------------------------------------- | ----------------------- | ----- |
| 2019 | Чемпионат мира по кёрлингу среди юниоров (группа Б) 2019 | Швеция (юниоры муж.)    | 1     |
| 2020 | Чемпионат мира по кёрлингу среди юниоров 2020            | Швеция (юниоры муж.)    | 5     |
| 2021 | Чемпионат мира по кёрлингу среди смешанных пар 2021      | Швеция (смешанная пара) | 3     |
| 2022 | Зимние Олимпийские игры 2022                             | Швеция (смешанная пара) | 3     |

## Частная жизнь
Из семьи известных шведских кёрлингистов: его отец — Андерс Краупп, его сестра — Сабина Краупп.